# Monorym
Monorym – wiersz, w którym w każdym wersie powtarza się ten sam rym.
Monorym był szeroko wykorzystywany w poezji średniowiecznego Wschodu (jest wykorzystywany w niektórych układach stroficznych wschodniej poezji, np. gazeli) i w szeregu europejskich średniowiecznych tradycji poetyckich (np. w walijskiej). Stosunkowo krótkie monorymy można znaleźć w poezji narodowej, w tym w rosyjskiej. Jak wskazuje Michaił Gasparow, najwcześniejszym sposobem regularnego użycia rymu, a zatem, z pojawieniem się bardziej złożonych schematów, „monorymy stały się rzadkością i używanie ich zwykle było motywowane treścią wersów”. W rosyjskiej tradycji literackiej monorymy pisali Aleksandr Sumarokow, Afanasij Fiet, Aleksiej Apuchtin, Fiodor Sołogub, Nikołaj Asiejew, Władimir Wysocki i inni.

## Przykłady
Wiersz Friedricha Rückerta w przekładzie Afanasija Fieta:
| * * *И улыбки и угрозы Мне твои – все образ розы; Улыбнёшься ли сквозь слёзы, Ранний цвет я вижу розы, А пойдут твои угрозы, Вспомню розы я занозы; И улыбки и угрозы Мне твои – все образ розы. пер. 1865 | Transkrypcja: * * *I ułybki i ugrozy Mnie twoi – wsie obraz rozy; Ułybnioszsia li skwoź slozy, Rannij cwiet ja wiżu rozy, A pojdut twoi ugrozy, Wspomniu rozy ja zanozy; I ułybki i ugrozy Mnie twoi – wsie obraz rozy. pier. 1865 |

Monorymiczny fragment poematu dla dzieci „Telefon” Kornieja Czukowskiego:
| А недавно две газели Позвонили и запели: — Неужели, в самом деле, Все сгорели карусели?.. | Transkrypcja: A niedawno dwie gazieli Pozwonili i zapieli: — Nieużeli, w samom diele, Wsie sgorieli karusieli?.. |

Przykład z rosyjskiej poezji ludowej:
| Как на тоненький ледок Выпадал белый снежок, Ехал Ванюшка дружок. | Transkrypcja: Kak na tonienykij ledok Wypadał biełyj snieżok, Jechał Waniuszka drużok. |

Znanym przykładem wiersza opartego na monorymie jest też utwór z gatunku poezji nonsensownej Akond ze Skwak Edwarda Leara, przełożony przez Andrzeja Nowickiego.